# Torneio de xadrez de Viena de 1873
O Torneio Internacional de Viena de 1873 foi uma competição de xadrez paralela a Exposição Universal de 1873, sendo a quinta competição paralela desde a exposição mundial de 1851.

## Histórico
A feira foi realizada no Prater da cidade de Viena e foi iniciada no dia 1 de maio no edifício Rotunde.  Empresas de todos os trinta e cinco países participantes apresentaram seus produtos e invenções, a exibição mundial tinha como objetivo promover relações internacionais e propagar o progresso técnico e cultural.

## A competição de xadrez
A competição foi relizada nas salas do Wiener Schachgesellschaft de 21 de junho a 29 de agosto. O tempo limite foi de vinte movimentos por hora e houve vinte participantes no torneio. Cada participante enfrentou cada um dos outros em um partida por dois pontos com um máximo de três partidas entre cada.
O Imperador Francisco José da Áustria, Barão Albert Salomon von Rothschild e Barão Ignaz von Kolisch contribuíram com grandes quantias para o fundo de premiação. Os resultados da competição foram:
| #  | Player                  | 1     | 2     | 3     | 4     | 5     | 6     | 7     | 8     | 9     | 10    | 11    | 12    | Total | Final Total |
| 1  | Joseph Henry Blackburne | x     | 1 1 ½ | 1 0 1 | 0 0 ½ | 1 1 0 | 1 1   | 1 1   | 1 1 0 | 1 1   | 1 1 0 | 1 ½ 1 | 0 1 1 | 21.5  | 10.0        |
| 2  | Wilhelm Steinitz        | 0 0 ½ | x     | 1 1   | 1 1   | 1 1   | 1 1   | 1 1   | ½ ½ 1 | ½ ½ 1 | 1 1   | 1 1   | 1 1   | 20.5  | 10.0        |
| 3  | Adolf Anderssen         | 0 1 0 | 0 0   | x     | 1 0 1 | 1 1   | 1 0 1 | 1 0 1 | 0 ½ 1 | ½ 1 ½ | 1 1 0 | 1 1   | 1 ½ 1 | 19.0  | 8.5         |
| 4  | Samuel Rosenthal        | 1 1 ½ | 0 0   | 0 1 0 | x     | 0 ½ 1 | 0 0   | 1 1 0 | 1 1   | 1 1   | 1 1   | 0 1 1 | 1 1   | 17.0  | 7.5         |
| 5  | Louis Paulsen           | 0 0 1 | 0 0   | 0 0   | 1 ½ 0 | x     | 1 1   | 0 ½ 1 | 1 1   | 1 ½ 1 | 1 ½ 0 | 1 1   | 1 1   | 16.0  | 6.5         |
| 6  | Henry Edward Bird       | 0 0   | 0 0   | 0 1 0 | 1 1   | 0 0   | x     | 1 0 ½ | 1 1   | 1 1   | 1 1   | 1 1   | 1 1   | 14.5  | 6.5         |
| 7  | Josef Heral             | 0 0   | 0 0   | 0 1 0 | 0 0 1 | 1 ½ 0 | 0 1 ½ | x     | ½ 1 0 | 0 1 ½ | 1 0 ½ | ½ 1 0 | 0 0 1 | 12.0  | 3.0         |
| 8  | Max Fleissig            | 0 0 1 | ½ ½ 0 | 1 ½ 0 | 0 0   | 0 0   | 0 0   | ½ 0 1 | x     | 1 0 1 | 0 1 ½ | 0 1 0 | 1 1   | 11.5  | 3.5         |
| 9  | Philipp Meitner         | 0 0   | ½ ½ 0 | ½ 0 ½ | 0 0   | 0 ½ 0 | 0 0   | 1 0 ½ | 0 1 0 | x     | ½ 1 1 | 1 ½ ½ | 1 1   | 11.5  | 3.5         |
| 10 | Adolf Schwarz           | 0 0 1 | 0 0   | 0 0 1 | 0 0   | 0 ½ 1 | 0 0   | 0 1 ½ | 1 0 ½ | ½ 0 0 | x     | ½ ½ ½ | 1 ½ ½ | 10.5  | 3.0         |
| 11 | Oscar Gelbfuhs          | 0 ½ 0 | 0 0   | 0 0   | 1 0 0 | 0 0   | 0 0   | ½ 0 1 | 1 0 1 | 0 ½ ½ | ½ ½ ½ | x     | ½ 1 1 | 10.0  | 3.0         |
| 12 | Karl Pitschel           | 1 0 0 | 0 0   | 0 ½ 0 | 0 0   | 0 0   | 0 0   | 1 1 0 | 0 0   | 0 0   | 0 ½ ½ | ½ 0 0 | x     | 5.0   | 1.0         |